# Роберт Дуглас (граф Скеннінге)
Ро́берт Ду́глас (англ. Robert Douglas; 17 березня 1611 — 28 травня 1662) — шведський військовий діяч, офіцер шведської армії, фельдмаршал. Представник шотландського шляхетного роду Дугласів. Засновник шведської гілки цього роду. Народився в маєтку Стендінгстоун, Східний Лотіан, Шотландія. Син Патріка Дугласа, онук Вільгельма Дугласа. 1627 року поступив на службу до шведської армії. Учасник Тридцятирічної війни. Полковник (1635), генерал-майор (1643), генерал-лейтенант (1647), фельдмаршал (13 травня 1657). Брав участь у битвах під Брайтенфельдом (1642) і Янковим (1647). Барон Скелбі (з 1651), граф Скеннінге (з 1654). Учасник шведського потопу в Речі Посполитій. Відзначився у битвах під Голебом і Варшавою (1656). 1657 року керував шведськими військами в Пруссії, а 1658 року — в Лівонії. 1658 року захопив Курляндію і Семигалію, заарештувавши герцога Якова Кеттлера з родиною. Помер в Стокгольмі, Швеція. Похований в Лінчепінзі. Нащадки Роберта продовжували служити у шведському війську. Рід Дугласів став одним із найшанованіших і найбагатших у Швеції.

## Біографія
У вересні 1658 року Роберт Дуглас хитрістю захопив Мітаву і полонив герцога Якова Кеттлера разом із родиною.
25 червня 1660 року, після закінчення війни, Роберт Дуглас приймав герцога Якова у Ризькому замку.